# Болозівка
Болозі́вка (пол. Błażewka)  — річка в Україні, у межах Самбірського району Львівської області. Ліва притока Стривігору (басейн Дністра).

## Опис
Довжина 44 км, площа басейну 271 км². Долина річки коритоподібна, завглибшки 20—40 м. Заплава заболочена, завширшки 1,5—2,5 км. Річище частково каналізоване — ширина 3—8 м, глибина від 0,3 до 1,2 м. Похил річки 1,6 м/км. Живлення переважно снігове і дощове. Замерзає у грудні, скресає до середини березня. Річище на окремих ділянках розширене, у пониззі обваловане (15 км). Використовують для технічного водопостачання та наповнення ставків.

## Розташування
Бере початок на південний-захід від села Нижня Вовча, на схилах Головного європейського вододілу, при підніжжі гори Радич. Тече на схід, впадає в річку Стривігор на південний захід від села Луки. 
Основні притоки: Болотна (ліва); Хлівисько (права).
- Колись у долині Болозівки, зокрема біля села Товарна, добували торф.

## Галерея

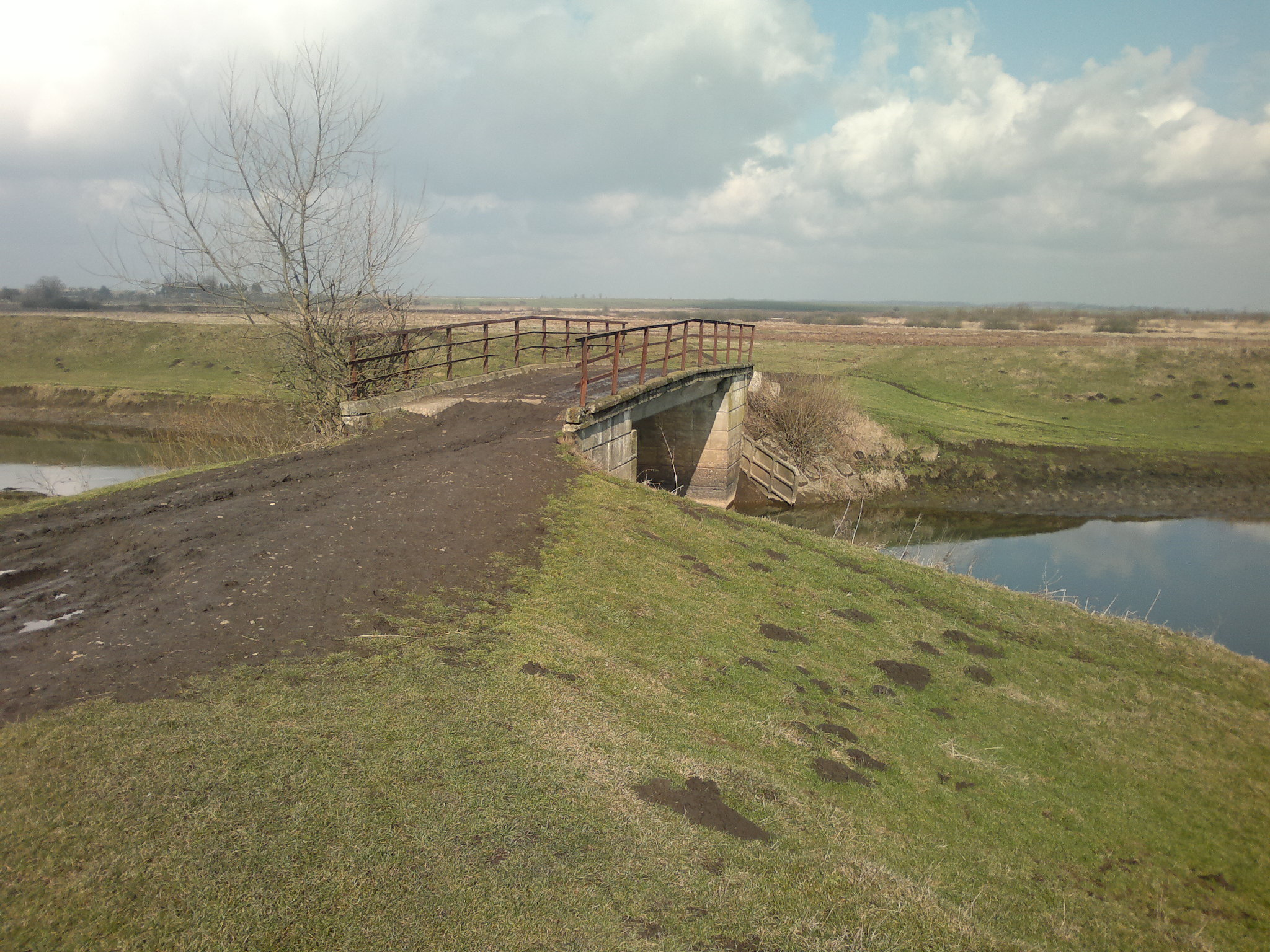
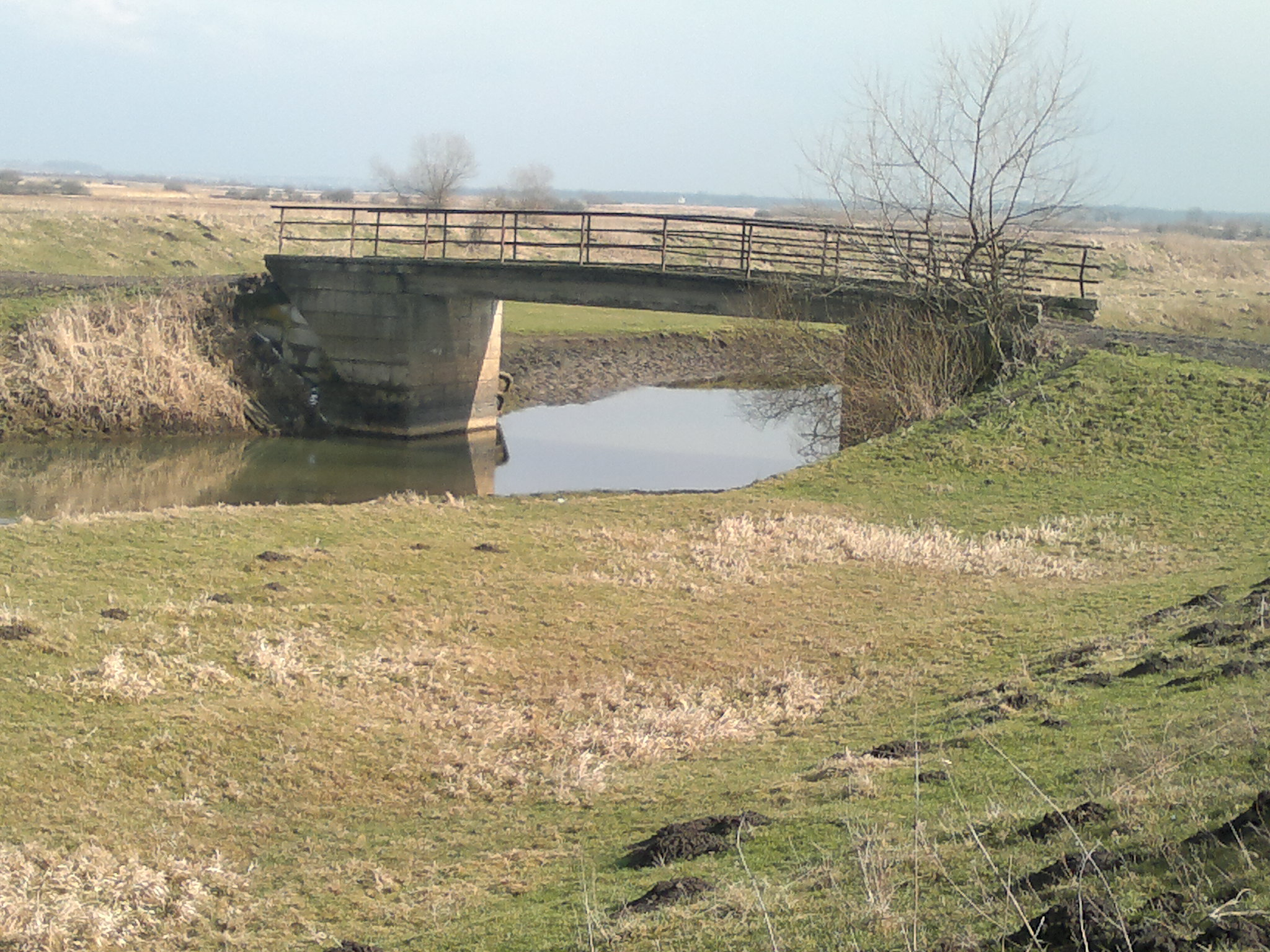
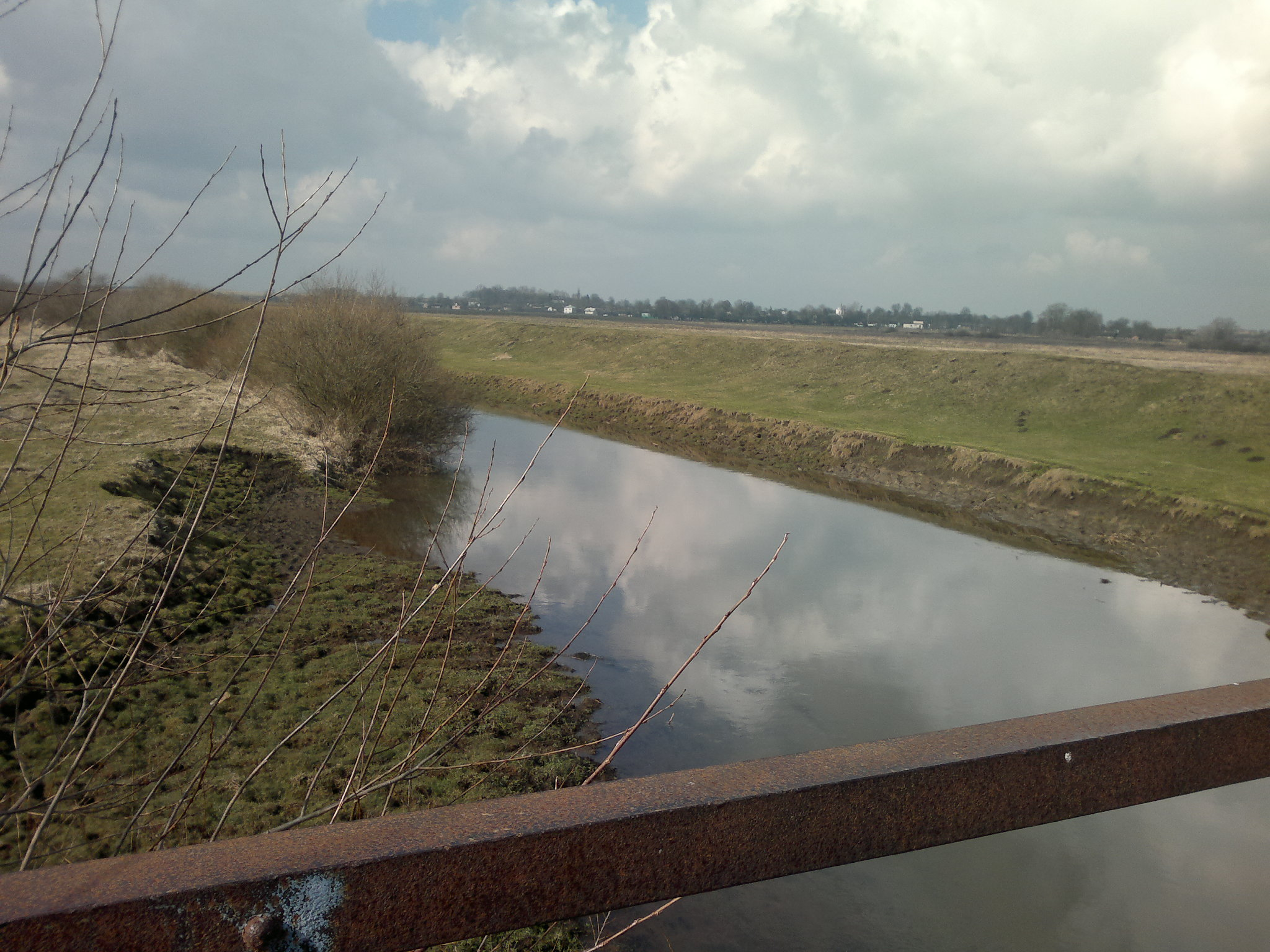